# Каргов
Каргов (нім. Kargow) — громада в Німеччині, розташована в землі Мекленбург-Передня Померанія. Входить до складу району Мекленбургіше-Зенплатте. Складова частина об'єднання громад Зенландшафт-Варен.
Площа — 69,08 км2. Населення становить 682 ос. (станом на 31 грудня 2020).

## Галерея

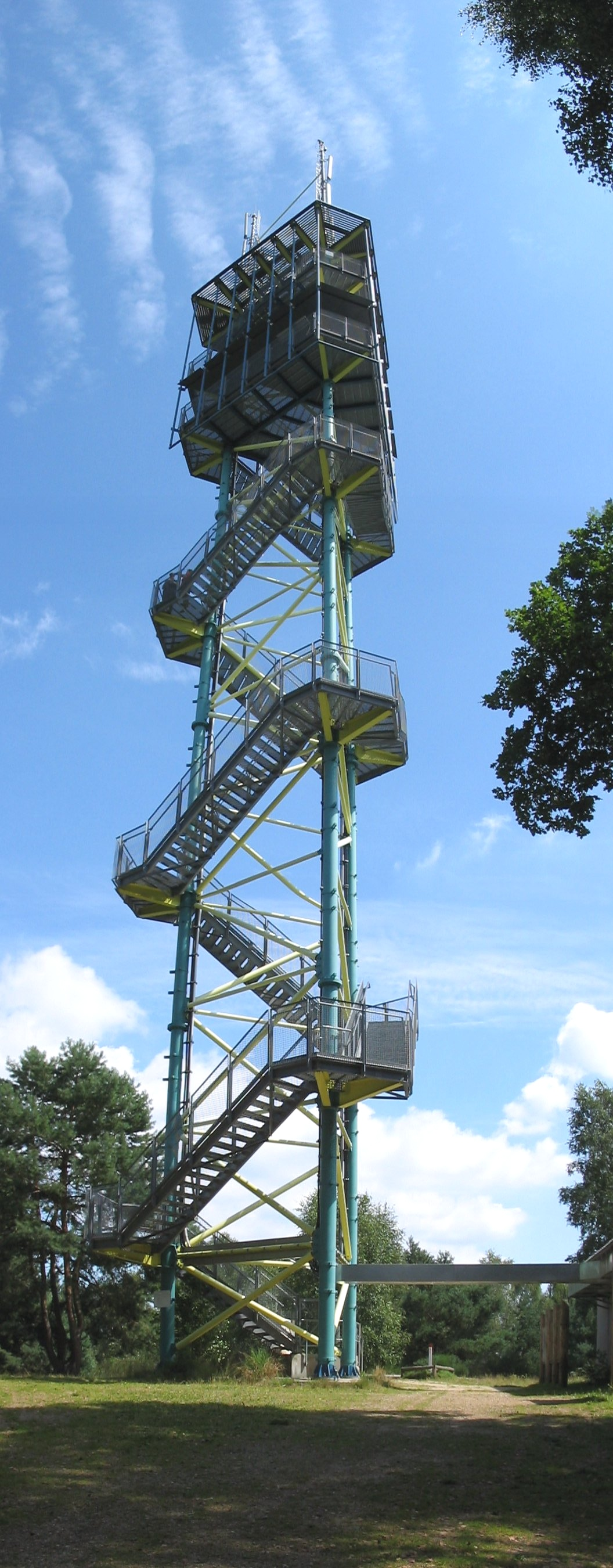
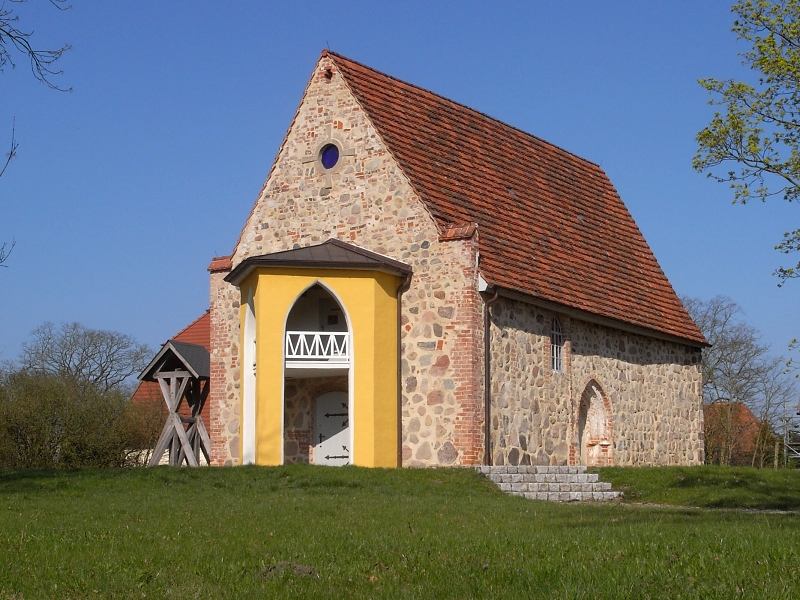